# Simonurius
Simonurius là một chi nhện trong họ Salticidae.